# Pacjent zero
Pacjent zero (ang. patient zero) – określenie osoby zidentyfikowanej jako pierwszy nosiciel choroby zakaźnej w sytuacji wystąpienia większej liczby podobnych przypadków zachorowania.